# Hôtel Mariador Palace
 (juin 2020).
L'Hôtel Mariador Palace est un hôtel à Conakry, en Guinée. Il est situé dans le quartier de Ratoma.
L'hôtel a été construit en 1999, grâce à des investissements de l'Extrême-Orient. C'est le troisième d'une chaîne lancée par l'entrepreneur guinéen Mohamed Lamine Sylla en 1987.

## Emplacement et installations
Mariador Palace est un hôtel de luxe de quatre étages à Ratoma, Conakry, avec 96 chambres. Il se trouve dans un quartier résidentiel de Conakry, à environ 15 minutes en voiture de l'aéroport international de Conakry à l'est.
Il est situé à côté de la mer et dispose d'une grande terrasse avec piscine et d'un espace couvert avec un toit de chaume. Il y a un restaurant international et une galerie marchande. Les chambres climatisées disposent d'un balcon donnant sur la mer. L'hôtel est décoré avec des produits artisanaux locaux.

## Voir également
- Liste des bâtiments et structures en Guinée